# 댄저 클로즈: 롱탄 대전투
댄저 클로즈 : 롱탄 대전투(Danger Close: The Battle of Long Tan)는 오스트레일리아에서 제작된 크리브 스텐더스 감독의 2019년 액션, 전쟁, 드라마 영화이다. 트래비스 핌멜 등이 주연으로 출연하였다.

## 출연

### 주연
- 트래비스 핌멜
- 루크 브레이시
- 다니엘 웨버